# ماركوس إريكسون
ماركوس إريكسون (بالسويدية: Marcus Ericsson)‏ مواليد 2 سبتمبر 1990 في كوملا، السويد، هو سائق فورملا 1 سويدي. كان أول سباق له هو جائزة أستراليا الكبرى 2014.

## سباقات شارك فيها
- بطولة فورمولا 3 اليابانية
- بطولة فورمولا 3 البريطانية

## روابط خارجية
- ماركوس إريكسون على موقع DriverDB.com (الإنجليزية)
- ماركوس إريكسون على موقع AS.com (الإسبانية)